# Federico Cobo Sanz
Federico Cobo Sanz (Rábano, 16 de noviembre de 1919-Madrid, 22 de septiembre de 1936) fue un joven aspirante salesiano, asesinado durante la persecución religiosa en tiempos de la Guerra Civil Española del siglo XX. Fue beatificado por el papa Benedicto XVI, como mártir de la fe, el 28 de octubre de 2007.

## Biografía
Federico Cobo Sanz nació en Rábano, Valladolid-España, el 16 de noviembre de 1919. Desde joven sintió el deseo de consagrar su vida a Dios en la Pía Sociedad de San Francisco de Sales, movido por el testimonio de su hermano Esteban Cobo, que ya era sacerdote de dicha congregación. Estudió en el colegio de Carabanchel Alto, donde se ejercitó en la lengua latina. Había terminado el tercer año de secundaria, cuando estalló la guerra en España en julio de 1936. Los dos hermanos, Federico y Esteban, se refugiaron en la casa de una de sus hermanas Cristina Cobo Sanz en Madrid. El 22 de septiembre los milicianos del Bando Republicano irrumpieron en la residencia y los detuvieron por ser religiosos. Los martirizaron en ese mismo día en la zona de Puerta de Hierro de Madrid. Federico contaba con apenas 16 años de edad. Los cuerpos de los hermanos Cobo fueron sepultados en el panteón de los salesianos en el cementerio de Carabanchel Alto.

## Culto
La causa de beatificación de Federico Cobo fue incluido, junto con el de su hermano, en el grupo de Enrique Saiz Aparicio y 62 compañeros mártires. El decreto de martirio fue firmado por el papa Benedicto XVI el 26 de julio de 2006 y el mismo pontífice celebró en la plaza de San Pedro de la Ciudad del Vaticano, la ceremonia de beatificación, el 28 de octubre de 2007, donde se subió a los altares a 498 mártires de la Guerra Civil Española. Entre ellos se encontraba Federico.
Luego de la beatificación, se procedió a la exhumación de sus restos. Reconocidos estos, fueron trasladados al Santuario de María Auxiliadora de Atocha en Madrid, donde se veneran en la capilla dedicada a los beatos mártires Salesianos. Su fiesta se celebra en la Iglesia universal el 6 de noviembre, aunque si el Martirologio romano la señala el día de fallecimiento, 22 de septiembre. Su memoria tiene rango de memoria obligatoria en la arquidiócesis de Valladolid (para el 6 de noviembre) y en la Congregación Salesiana (para el 22 de septiembre).